# Red Bull Arena (Salzburg)
A Red Bull Arena (korábban: Wals Siezenheim-i Stadion) egy stadion Salzburgban, a Red Bull Salzburg labdarúgócsapat otthona. A 2008-as labdarúgó-Európa-bajnokságon három csoportmérkőzésnek adott otthont. Ez Ausztria egyetlen olyan stadionja, amelyben műfű van.
A stadiont 2003 márciusában adták át, akkor 18 200 néző foglalhatott helyt benne. A labdarúgó-Európa-bajnokságra ki kellett bővíteni, 2007 júliusától már 32 600 szurkoló befogadására alkalmas. Az Európa-bajnokságra a műfüvet ideiglenesen természetes fűre cserélik le.

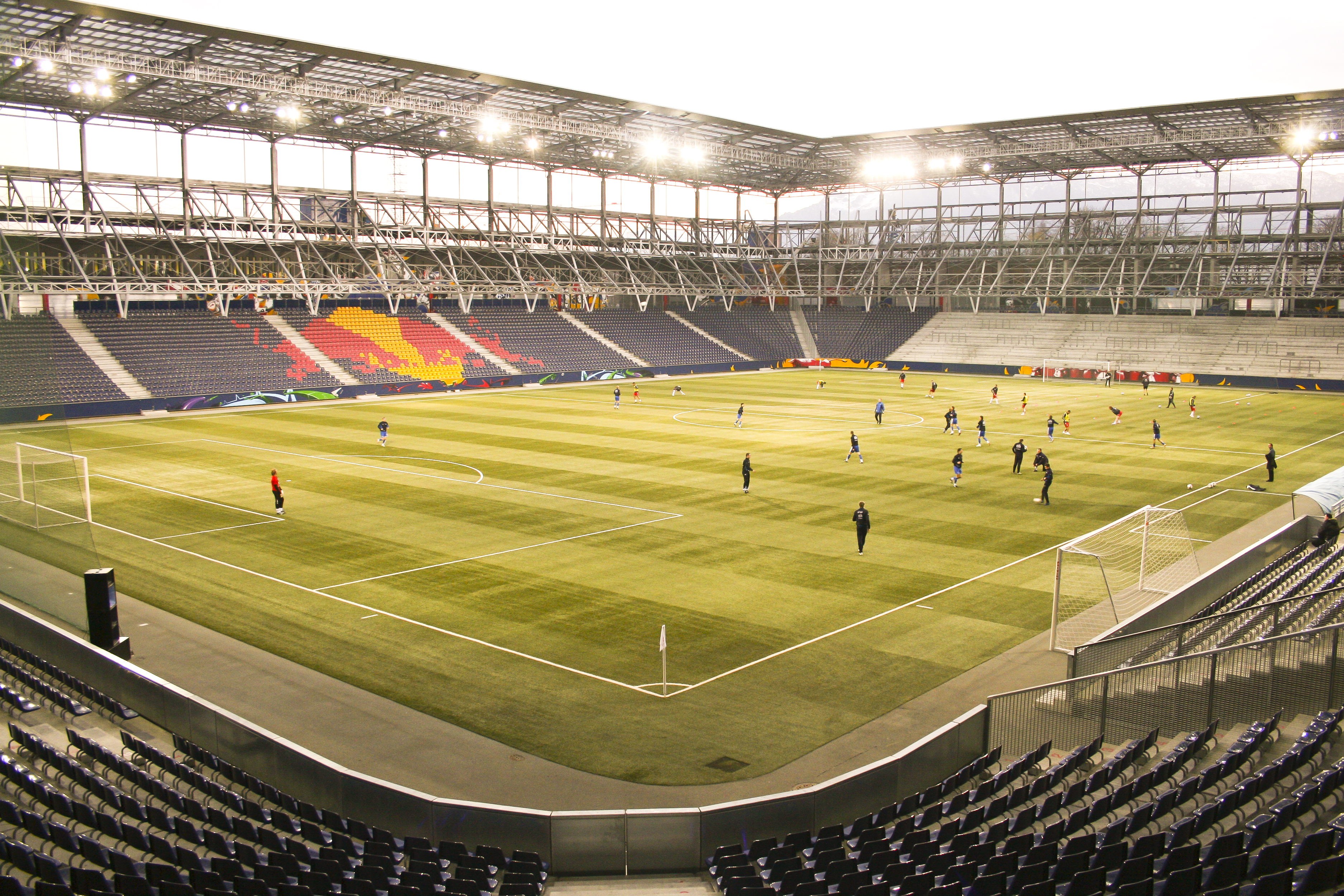
Red Bull Arena